# Achluophobie

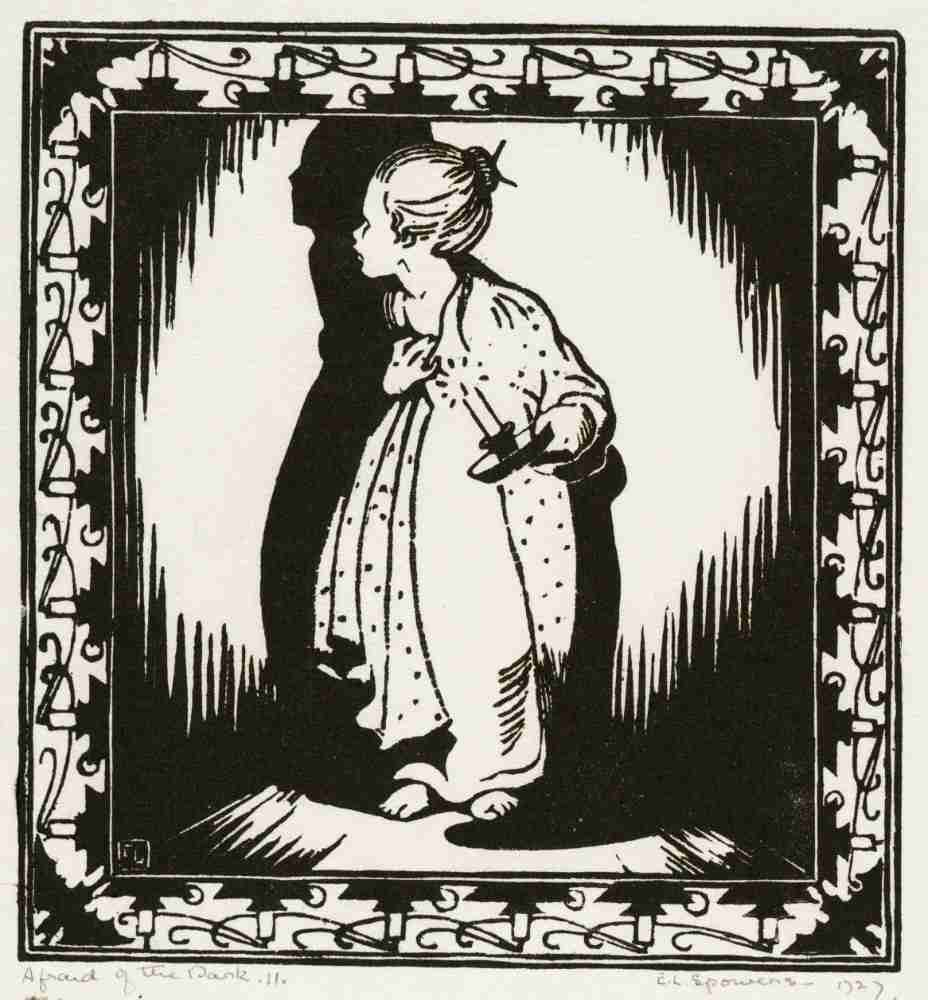
Künstlerische Darstellung eines Kindes, das sich vor der Dunkelheit fürchtet und vor seinem Schatten erschrickt. (Linolschnitt der Künstlerin Ethel Spowers (1927).)

Die Achluophobie (auch: Nyktophobie von altgriechisch: νύξ, νυκτός (nýx, nyktós) f. – die Nacht, Skotophobie (von σκότος, σκότου m. (skótos) – Dunkelheit) oder Lygophobie (λύγη f. (lýgē) – Zwielicht)) ist eine phobische Störung mit übersteigerter Angst vor Dunkelheit. Der Name leitet sich von altgriechisch: ἀχλύς, ἀχλύος f. (achlýs, Gen. achlýos) – Nebel her, das auch Dämmerung bedeutet. In der Regel besteht die Angst nicht vor der Dunkelheit an sich, sondern vor möglichen oder eingebildeten Gefahren, die damit verbunden werden. Die Betroffenen vermeiden es, nachts auszugehen, sie meiden die Dämmerung und dunkle Räume, ziehen abends die Vorhänge zu, um nicht versehentlich in die Dunkelheit zu schauen und versuchen, ständig Licht zur Verfügung zu haben.
Oft wird die Angst vor Dunkelheit wie beiläufig nur mit kleinen Kindern in Verbindung gebracht, betroffen sind aber auch Erwachsene und Senioren.

## Angst vor Dunkelheit bei Kindern
Viele Eltern kennen die Bitte von Kindern, nachts doch das Licht anzulassen. In der Mehrzahl der Fälle hat das nichts mit einer Störung zu tun und gibt sich wieder.
Kindheitsängste wie diese werden bei den meisten Kindern als Teil der normalen Entwicklung angesehen. Nach den Diagnosekriterien haben jedoch diese Kindheitsängste zusammen bei etwa 23 % der Kinder den Umfang einer phobischen Störung oder Angststörung. Bei manchen Kindern führen diese Ängste zu Problemen mit Auswirkungen auf den Tagesablauf.
Das Robert Koch-Institut bezeichnet das Jugendalter als typischen Beginn von Angststörungen, was die Überlegung nahelegt, möglichst frühzeitig entgegenzuwirken.
Eine Untersuchung zur Konzeption einer primären Prävention bei jüngeren Kindern zeigte die potentielle Wirksamkeit der Auseinandersetzung mit Geschichten zum Umgang mit der Dunkelheit für das Verringern von Angst vor der Dunkelheit. Im Kindergarten hörte eine Gruppe Geschichten, die einen positiven Umgang mit der Dunkelheit zum Inhalt hatten, die Kontrollgruppe hörte Geschichten, deren Inhalt neutral, also irrelevant für Angst vor der Dunkelheit war. Die Ergebnisse zeigten ein Aufgreifen der Aussagen aus den Geschichten und einen signifikanten Rückgang selbst berichteter Angst vor Dunkelheit im Vergleich zur Kontrollgruppe.
In der Regel muss eine Angst vor der Dunkelheit bei Kindern nicht behandelt werden, da sie im Alter von 3 – 4 Jahren zur Entwicklung dazugehört. Ein Auftreten gilt in dieser Phase daher nicht als Symptom einer Angststörung. Erst wenn die Manifestation der Angst so stark ist, dass das alltägliche Leben der Kinder stark beeinträchtigt wird oder schweren Stress und/oder Vermeidungsverhalten ausgelöst werden, sollte eine Angststörung in Betracht gezogen werden. Nach klinischer Diagnose und psychosozialer Anamnese kann eine Behandlung angestrebt werden. Diese besteht in der Regel aus einer expositionsbasierten kognitiven Verhaltenstherapie. Dabei wird das Kind unter Anleitung eines Therapeuten systematisch immer intensiveren Stadien der Dunkelheit ausgesetzt. Da dem Kind geholfen wird, sich den Angstsituationen zu stellen, wird es nach und nach von der Angst vor der Dunkelheit desensibilisiert, was die Angst reduziert.
Bei einem schweren Verlauf der Angststörung kann ggf. eine medikamentöse Therapie ergänzt werden. dazu werden gängigerweise selektive Serotonin-Wiederaufnahmehemmer (SSRI) verabreicht. Auch Benzodiazepine (z. B. Lorazepam) sind geeignet, jedoch anders als die SSRI nicht für Langzeittherapien, sondern eher für akute Angstzustände. Nebenwirkungen der SSRI können unter anderem Magenschmerzen, Diarrhö, Schlafstörungen oder Gewichtszunahme sein. Auch verhaltensbedingte Nebenwirkungen sind möglich, darunter u. a. Unruhe oder Enthemmung. Selten sind erhöhte Suizidalität oder Aggressivität.

## Scotophobin: Das molekulare Substrat der Achluophobie?
Eine alternative Theorie wurde in den 1960ern vorgeschlagen: Demnach werde die Angst vor dem Dunklen vom Molekül Scotophobin verursacht. Diese Substanz schien dafür verantwortlich zu sein, dass sich verschiedene Säugetiere an die Angst vor dem Dunkeln erinnern. Jedoch stellte sich diese Theorie als nicht haltbar heraus.